# Сантамарина, Эдуардо
Эдуардо Сантамарина (исп. Eduardo Santamarina) (9 июля 1968, Веракрус, Мексика) — мексиканский актёр театра и кино.

## Биография
Родился 9 июля 1968 года в Веракрусе. С детства мечтал стать актёром и поэтому после окончания средней школы, в 1989 году переехал в Мехико и поступил в CEA при телекомпании Televisa, где учился вплоть до 1991 года. В мексиканском кинематографе дебютировал в 1992 году и с тех пор снялся в 35 работах в кино и телесериалах. Эдуардо до недавнего времени являлся ведущим актёром, т.е часто получал главные роли.

### Личная жизнь
Эдуардо Сантамарина был женат дважды:
- Первой супругой актёра являлась актриса Итати Кантораль, которая родила братьев-близнецов Роберто и Эдуардо, однако личная жизнь не сложилась, супруги развелись. Прожили вместе с 1999 по 2004 год.
- Второй и нынешней супругой актёра является актриса Майран Вильянуэва, которая родила ему дочь. Живут вместе с 2009 года.

## Фильмография

### Теленовеллы
- Antes muerta que Lichita (2015—2016) — Augusto De Toledo y Mondragón
- Libre para amarte (2013) — Ramón Sotomayor
- Por ella soy Eva (2012) — Diego Fonticoda
- Ni contigo ni sin ti (2011) — Leonardo «Leo» Cornejo Fernández
- Triunfo del amor (2010) — Octavio Iturbide
- Amor sin maquillaje (2007)
- La fea más bella (2007) — Juan Domínguez Coral
- Yo amo a Juan Querendón (2007—2008) — Juan Domínguez Coral
- Руби (2004) — Alejandro Cárdenas Ruiz
- Velo de novia (2003) — José Manuel del Álamo / Jorge Robleto
- Amigas y rivales (2001) — José Alcántara
- El precio de tu amor (2000—2001) — Antonio Ríos
- Обними меня крепче (2000—2001) — Eduardo
- Cuento de Navidad (1999—2000) — Ángel
- Serafín (1999) — Miguel Armendariz
- Rencor apasionado (1998) — Mauricio Gallardo Del Campo
- Salud, dinero y amor (1997) — Jorge Miguel Fontanot
- Марисоль (1996) — José Andrés Garcés del Valle
- La antorcha encendida (1996) — Félix
- Хозяйка (1995) — Mauricio Padilla
- El vuelo del águila (1994—1995) — Dr. Ortega
- Prisionera de amor (1994) — Rodrigo Miranda
- Más allá del puente (1993—1994) — Luis Enrique
- De frente al sol (1992) — Luis Enrique
- Дедушка и я (1992) — Ulises
- La picara soñadora (1991)

### Многосезонные ситкомы
- La Familia P. Luche (2012) — Invitado
- Mujeres asesinas (2009) — Marcos Rodríguez
- El escándalo del mediodía (2004) — El mismo
- Derbez en cuando (1998)
- Женщина, случаи из реальной жизни (1985—2007; снимался в период 1994—2002)

### Художественные фильмы
- Il commissario Zagaria (2011)
- Mejor es que Gabriela no se muera (2007) — El Protagonista
- La sombra del sahuaro (2005) — Sahuaro
- Ya no los hacen como antes (2003) — Bruno
- Baño de damas (2003) — Carmelo López
- Mamá no te lo pierdas! (2003) — Conductor

## Театральные работы
- Aventurera (2000—2013)[1]
- Amores Mexicanos (2010)[2]

## Награды и премии

### TVyNovelas
| Год  | Номинация                 | Теленовелла              | Итоги премии |
| ---- | ------------------------- | ------------------------ | ------------ |
| 2016 | лучшая отрицательная роль | Antes muerta que Lichita | проигрыш     |
| 2008 | лучший актёр              | Yo amo a Juan Querendón  | проигрыш     |
| 2005 | лучший актёр              | Руби                     | ПОБЕДА       |
| 1997 | лучший актёр              | Марисоль                 | проигрыш     |
| 1994 | лучший молодой актёр      | Más allá del puente      | проигрыш     |
| 1993 | лучший молодой актёр      | De frente al Sol         | ПОБЕДА       |

### Galardón a los Grandes
| Номинация    | Персона             | Итоги  |
| ------------ | ------------------- | ------ |
| лучший актёр | Эдуардо Сантамарина | ПОБЕДА |

### Bravo
| Год  | Номинация    | Теленовелла       | Итоги премии |
| ---- | ------------ | ----------------- | ------------ |
| 2013 | лучший актёр | Libre para amarte | ПОБЕДА       |

### Premios La Maravilla
| Год  | Номинация                      | Теленовелла          | Итоги премии |
| ---- | ------------------------------ | -------------------- | ------------ |
| 2012 | Mejor interpretación masculina | Ni contigo ni sin ti | ПОБЕДА       |

### Luminaria de Oro
- Reconocimiento por Desempeño.[4]

### Quetzal
- Reconocimiento por Desempeño en la obra Aventurera.[5]